# 해란초
해란초(海蘭草, Linaria japonica)는 한국의 바닷가 모래땅에서 볼 수 있는 여러해살이풀로 높이는 약 15-40cm로 자란다. 식물 전체는 가루를 뿌려놓은 것 같은 흰색이 돌며, 잎에는 잎자루가 없다. 줄기의 윗부분에서 줄기를 따라 무리지어 달리는 꽃은 통꽃이나 위아래 두 갈래로 나뉘어 있으며 위쪽은 다시 두 갈래로, 아래쪽은 세 갈래로 갈라진다. 옅은 노란색의 꽃은 길이 5-10mm로 튀어나온 꿀주머니가 있다. 북한 지방에는 같은 속 식물인 좁은잎해란초(L. vulgaris)가 분포한다. 한방에서는 황달, 소화불량 따위의 약으로 쓸 수 있다.